# Theogenes z Cyzica
Svatý Theogenes z Cyzica († 320, Cyzicus) byl maloasijský biskup a mučedník.
Na začátku 4. století se stal biskupem Paria v Malé Asii. Během vlády císaře Licinia byl předveden před soud a nucen vzdát se své víry a vstoupit do římské armády. Theogenes odmítl a byl vězněn a mučen. Nakonec byl odsouzen k trestu smrti utopením. Jeho tělo bylo odneseno křesťany a pohřbeno u hradeb města Cyzicus.
Jeho svátek je připomínán 3. ledna.